# セスジネズミ
セスジネズミ（背筋鼠、Apodemus agrarius）は、ネズミ目（齧歯目）ネズミ科 アカネズミ属 に属する小型のネズミ類の1種である。背中に黒い筋があるため、この名前がついた。セスジアカネズミとも呼ばれる。

## 形態
頭胴長は130mm、尾長は120mmほどになる。アカネズミと同じように、茶褐色の毛色をしていて、腹は白くなる。背中の中心に、1本の黒い筋があるのが特徴である。

## 分布
日本では、尖閣諸島魚釣島にのみ生息する。1977年に生息が確認されたが、いままでに3頭しか捕獲されていない。日本以外では、朝鮮半島から中国全土や台湾、ヨーロッパに広く分布する。ただ、魚釣島産と台湾産の標本を比べると、臼歯の大きさや染色体に差異がみられる。魚釣島では、持ち込まれたヤギによって草地が裸地化しており、その影響を受けて絶滅することが危惧されている。

## 保全状態評価
- LEAST CONCERN (IUCN Red List Ver. 3.1 (2001))
- 絶滅危惧IA類 (CR)（環境省レッドリスト）

- 沖縄県版レッドリスト　絶滅危惧IA類